# No es mi tipo (película)
 No es mi tipo  (título original en francés: Pas son genre), es una película de romance franco-belga de 2014 dirigida por Lucas Belvaux y protagonizada por Émilie Dequenne y Loïc Corbery. Basada en la novela de 2011 "Pas son genere" de Philippe Vilain, se proyectó en la sección Contemporary World Cinema en el Festival Internacional de Cine de Toronto.

## Sinopsis
Clément, un joven parisino profesor de filosofía, es enviado a una ciudad de provincias. Allí conocerá a Jennifer, una guapa y vital peluquera que disfruta con las novelas románticas y las salidas con sus amigas. A pesar de que la vida de Clément está regida por Kant y Proust, la atracción derribará todas las diferencias y surgirá entre ellos una complicidad inesperada.

## Reparto
- Émilie Dequenne como Jennifer.
- Loïc Corbery como Clément Le Guern.
- Sandra Nkake como Cathy.
- Charlotte Talpaert como Nolwenn.
- Anne Coesens como Hélène Pasquier-Legrand.
- Daniela Bisconti como Madame Bortolin.
- Didier Sandre como el padre de Clement.
- Martine Chevallier como la madre de Clement.
- Florian Thiriet como Johan Bortolin.
- Annelise Hesme como Isabelle.
- Amira Casar como Marie.
- Tom Burgeat como Dylan.
- Kamel Zidouri como Antoine.
- Philippe Le Guay.

## Premios y nominaciones
| Año  | Categoría      | Nominado        | Resultado |
| ---- | -------------- | --------------- | --------- |
| 2014 | Mejor película | Mejor película  | Ganadora  |
| 2014 | Mejor actriz   | Émilie Dequenne | Ganadora  |
| 2014 | Mejor actor    | Loïc Corbery    | Ganador   |

| Año  | Categoría        | Nominado        | Resultado |
| ---- | ---------------- | --------------- | --------- |
| 2015 | Mejor actriz     | Émilie Dequenne | Nominada  |
| 2015 | Mejor adaptación | Lucas Belvaux   | Nominado  |

| Año  | Categoría       | Nominado        | Resultado |
| ---- | --------------- | --------------- | --------- |
| 2015 | Mejor película  | Mejor película  | Nominada  |
| 2015 | Mejor dirección | Lucas Belvaux   | Nominado  |
| 2015 | Mejor actriz    | Émilie Dequenne | Nominada  |

| Año  | Categoría               | Nominado                   | Resultado |
| ---- | ----------------------- | -------------------------- | --------- |
| 2015 | Mejor película          | Mejor película             | Nominada  |
| 2015 | Mejor dirección         | Lucas Belvaux              | Nominado  |
| 2015 | Mejor guion             | Lucas Belvaux              | Ganador   |
| 2015 | Mejor actriz            | Émilie Dequenne            | Ganadora  |
| 2015 | Mejor actriz secundaria | Anne Coesens               | Nominada  |
| 2015 | Mejor sonido            | Henri Morelle y Luc Thomas | Ganadores |
| 2015 | Mejor música original   | Frédéric Vercheval         | Nominado  |
| 2015 | Mejor montaje           | Ludo Troch                 | Nominado  |

| Año  | Categoría    | Nominado        | Resultado |
| ---- | ------------ | --------------- | --------- |
| 2015 | Mejor actriz | Émilie Dequenne | Nominada  |

| Año  | Categoría      | Nominado        | Resultado |
| ---- | -------------- | --------------- | --------- |
| 2015 | Mejor actriz   | Émilie Dequenne | Nominada  |
| 2015 | Mejor película | Mejor película  | Nominada  |